# ناحیه موکاسین، شهرستان افینگهام، ایلینوی
ناحیه موکاسین، شهرستان افینگهام، ایلینوی (به انگلیسی: Moccasin Township) یک منطقهٔ مسکونی در ایالات متحده آمریکا است که در شهرستان افینگهام، ایلینوی واقع شده‌است. ناحیه موکاسین ۴۸۴ نفر جمعیت دارد و ۱۸۰ متر بالاتر از سطح دریا واقع شده‌است.